# امیر پروسنان
امیر پروسنان (۵ اردیبهشت ۱۳۶۴، رشت) داستان‌نویس و خبرنگار اهل ایران است.
وی در داستان‌هایش به موضوع‌های اجتماعی می‌پردازد. فضاهای شهری بخش مهمی از داستان‌های او را تشکیل می‌دهد.
تاکنون پنج کتاب شامل یک مجموعه شعر، سه مجموعه داستان کوتاه و یک داستان بلند از این نویسنده گیلانی منتشر شده است.

## زندگی
امیر پروسنان، متولد ۵ اردیبهشت ۱۳۶۴ در رشت است. دوران تحصیل را تا دبیرستان در رشت گذراند و سپس در رشته عمران و در مقاطع کاردانی، کارشناسی و کارشناسی ارشد تحصیل کرد. او در دوران دانشجویی نوشتن شعر و داستان را آغاز کرد.
نخستین کتاب وی با عنوان «غصه‌های یک تبعیدی» که یک مجموعه شعر همراه با ۱۶ تصویرسازی بود، در سال ۱۳۸۵ در رشت چاپ شد. اولین مجموعه داستان‌های کوتاه امیر پروسنان در سال ۱۳۹۴ در کتابی با عنوان «مرگ خاموش آقای نویسنده» شامل ۱۷ داستان کوتاه در تهران منتشر شد. دومین مجموعه داستان کوتاه او نیز در تهران و در سال ۱۳۹۷ شامل ۱۵ داستان کوتاه و با عنوان «زن‌ها همیشه همین طور هستند» منتشر شد. همچنین چهارمین کتاب امیر پروسنان که یک داستان بلند بود با عنوان «سمت چپ اتاق اول» در سال ۱۳۹۹ در تهران منتشر شد. پنجمین کتاب او با عنوان «کرونایی ها همراه ندارند»، مجموعه داستان کوتاهی شامل ۲۱ داستان است که در اردیبهشت ۱۴۰۱ در تهران منتشر شد.
او در حال حاضر خبرنگار سلامت است.

## کتاب‌ها
- غصه‌های یک تبعیدی، مجموعه شعر، انتشارات کتیبه گیل، ۱۳۸۵ [۱]
- مرگ خاموش آقای نویسنده، مجموعه داستان، صدای معاصر، ۱۳۹۴ (چاپ دوم) [۲]
- زن‌ها همیشه همین طور هستند، مجموعه داستان، صدای معاصر، ۱۳۹۷ [۳]
- سمت چپ اتاق اول، داستان بلند، صدای معاصر، ۱۳۹۹[۴]
- کرونایی ها همراه ندارند، مجموعه داستان، صدای معاصر، ۱۴۰۱[۵]

## جوایز ادبی
- رتبه اول داستان کوتاه در اولین رویداد «کرونا روایت» برای داستان کوتاه «کرونایی‌ها همراه ندارند» در سال ۱۳۹۹ [۶]
- رتبه دوم داستان کوتاه در اولین جشنواره «کرونا داستان» برای داستان کوتاه «کرونایی‌ها همراه ندارند» در سال ۱۴۰۰[۷]